# Uus Maailm
Uus Maailm is een subdistrict of wijk (Estisch: asum) binnen het stadsdistrict Kesklinn in Tallinn, de hoofdstad van Estland. De naam betekent ‘Nieuwe Wereld’. De wijk is zo genoemd vanwege de herberg America (Estisch: Ameerika) die hier in de 18e en 19e eeuw was gevestigd. Ook twee straten, de Suur-Ameerika tänav (‘Grote Amerikastraat’) en Väike-Ameerika tänav (‘Kleine Amerikastraat’) herinneren aan de herberg. De wijk telde 7.518 inwoners op 1 januari 2020. Uus Maailm grenst aan de wijken Kassisaba, Tõnismäe, Veerenni, Kitseküla en Lilleküla.

## Geschiedenis

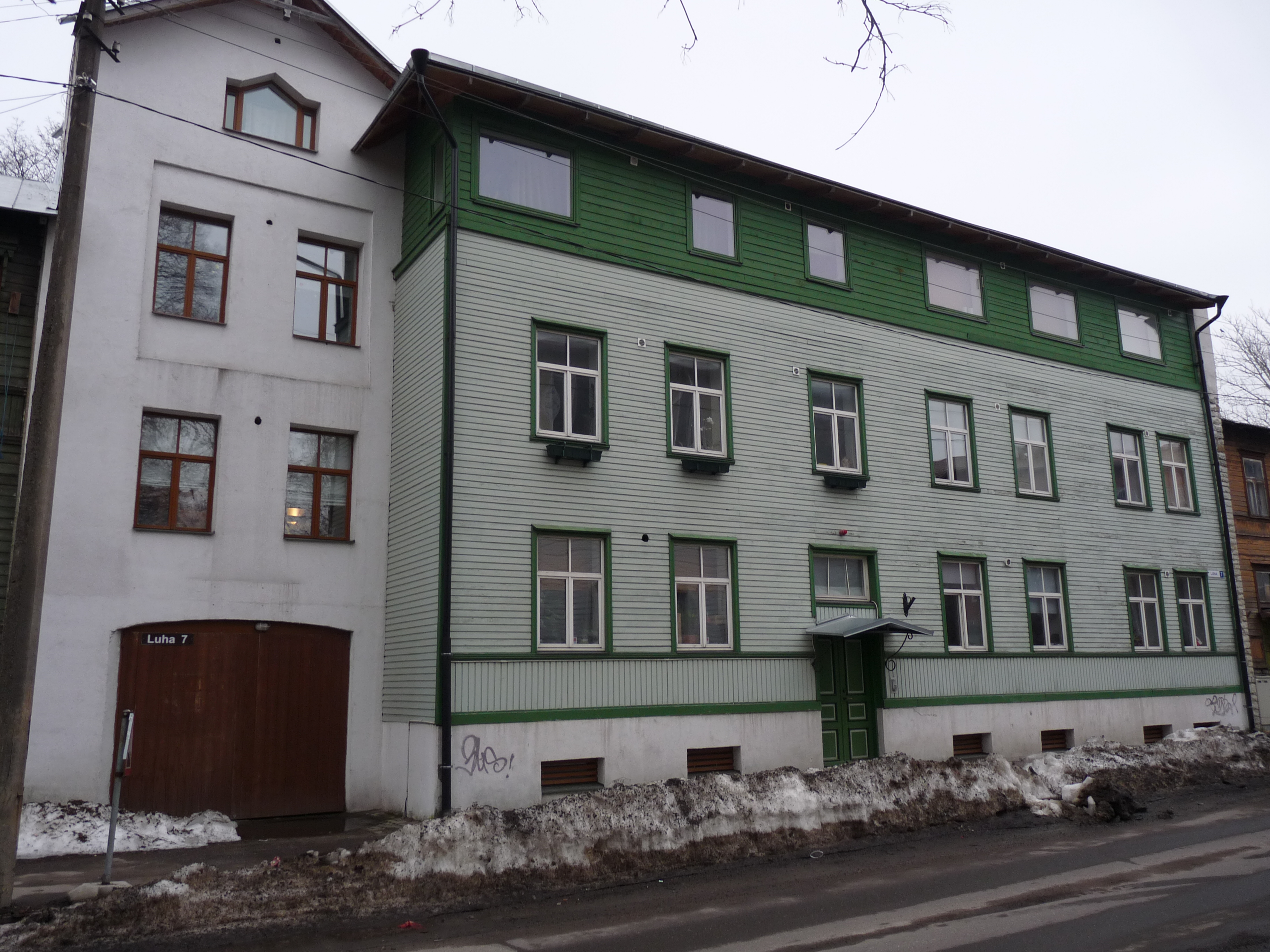
Houten appartementencomplex aan de Luha tänav

Tot in de 16e eeuw was het gebied dat nu Uus Maailm is, grotendeels onbebouwd. In die eeuw werd een aantal wegen aangelegd die in de richting van de binnenstad liepen. In het midden van de 17e eeuw verkocht de stad hier stukken grond aan particulieren. Op die grond werd meestal kleinschalige landbouw en veeteelt bedreven. Er werden een paar eenvoudige huizen en kleine landhuizen gebouwd. Tijdens de Grote Noordse Oorlog in het begin van de 18e eeuw werden bijna alle gebouwen in het gebied vernield.
Nieuwe bebouwing kwam maar langzaam op gang. Behalve de herberg America was een van de weinige gebouwen die in de 18e eeuw werden neergezet, het landhuis Wittenhof van Jürgen Witte (1684-1755), burgemeester van Tallinn. Tot in de tweede helft van de 19e eeuw bestond het gebied vooral uit weideland.
Pas rond 1860, met de opkomst van de industriële revolutie in Rusland, ontstond behoefte aan goedkope huurwoningen voor de arbeiders en werden in Uus Maailm houten arbeiderswoningen neergezet. In 1883 werd in de buurwijk Veerenni de meubelfabriek Luther opgericht, die in de jaren kort voor de Eerste Wereldoorlog honderden arbeiders werk bood. Een groot deel van hen woonde in Uus Maailm. De naam ‘Nieuwe Wereld’ voor de wijk werd voor het eerst gebruikt in 1878.
Op 9 maart 1944, tijdens de Duitse bezetting in de Tweede Wereldoorlog, voerde de Sovjetluchtmacht een zwaar bombardement op Tallinn uit. Er vielen circa 600 doden en grote delen van de stad raakten zwaar beschadigd. Ook in Uus Maailm werden vele gebouwen vernield. In de naoorlogse jaren veertig en vijftig kwamen daar grote bouwwerken in Sovjetstijl voor in de plaats. In de jaren zestig werden veel houten huizen die de oorlog hadden overleefd, alsnog afgebroken om plaats te maken voor stenen huizen. Toch zijn er ook vandaag de dag nog houten huizen uit de tsaristische tijd (1899-1918) en het interbellum (1923-1939). Een paar houten huizen staan op de monumentenlijst.
In 2011 maakte de Estische filmregisseur Jaan Tootsen een documentaire onder de naam Uus Maailm. De film gaat over het leven in de wijk.

## Voorzieningen
In Uus Maailm bevindt zich het Estische ministerie van Financiën, in een kantoorpand dat gebouwd is in de jaren zeventig van de 20e eeuw.
In de wijk ligt ook het kantoor van de Eesti Kirikute Nõukogu, de Estische Raad van Kerken. In deze organisatie werken tien kerkgenootschappen samen.
De wijk heeft een middelbare school, het Tallinna Humanitaargümnaasium, en een hogere technische school, de Tallinna Tehnikakõrgkool, of in het Engels: University of Applied Sciences.
In de wijk is een stadion waar honkbal en softbal gespeeld wordt, het Lastestaadion.

## Vervoer
Grote wegen in de wijk zijn de Endla tänav, die de grens met Kassisaba vormt, de Suur-Ameerika tänav, de Pärnu maantee, die de grens met Veerenni vormt, de Koidu tänav en de Tehnika tänav op de grens met Lilleküla. Over de Pärnu maantee lopen de tramlijnen 3 van Tondi naar Kadriorg en 4 van Tondi naar Ülemiste. In de wijk staat een gedenkteken ter gelegenheid van het 100-jarig bestaan van de Tallinnse tram in 1988. Uus Maailm wordt ook bediend door een aantal buslijnen.
In Kitseküla ligt tegen de grens met Uus Maailm aan het station Kitseküla.

## Afbeeldingen

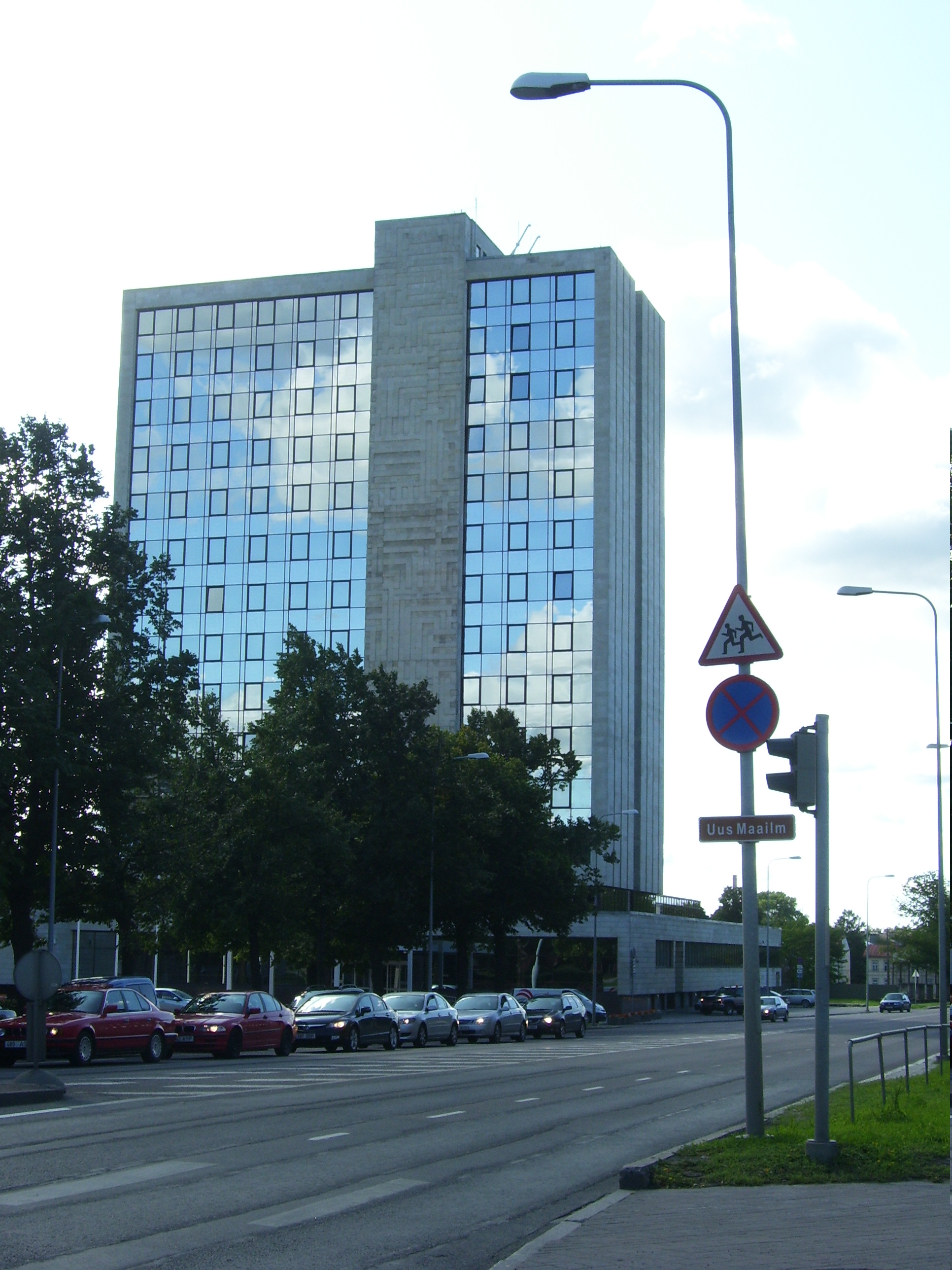
Ministerie van Financiën
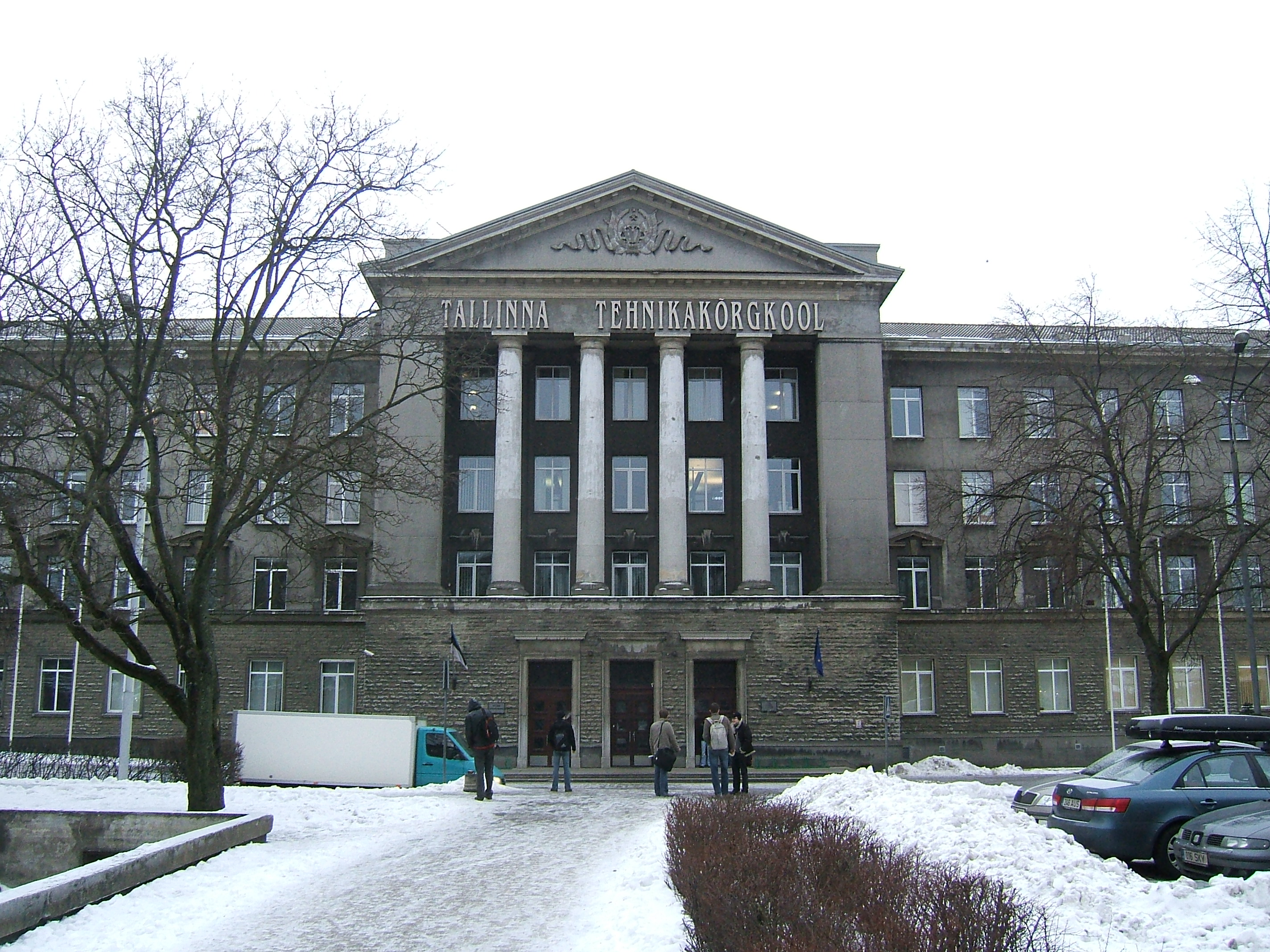
Tallinna Tehnikakõrgkool
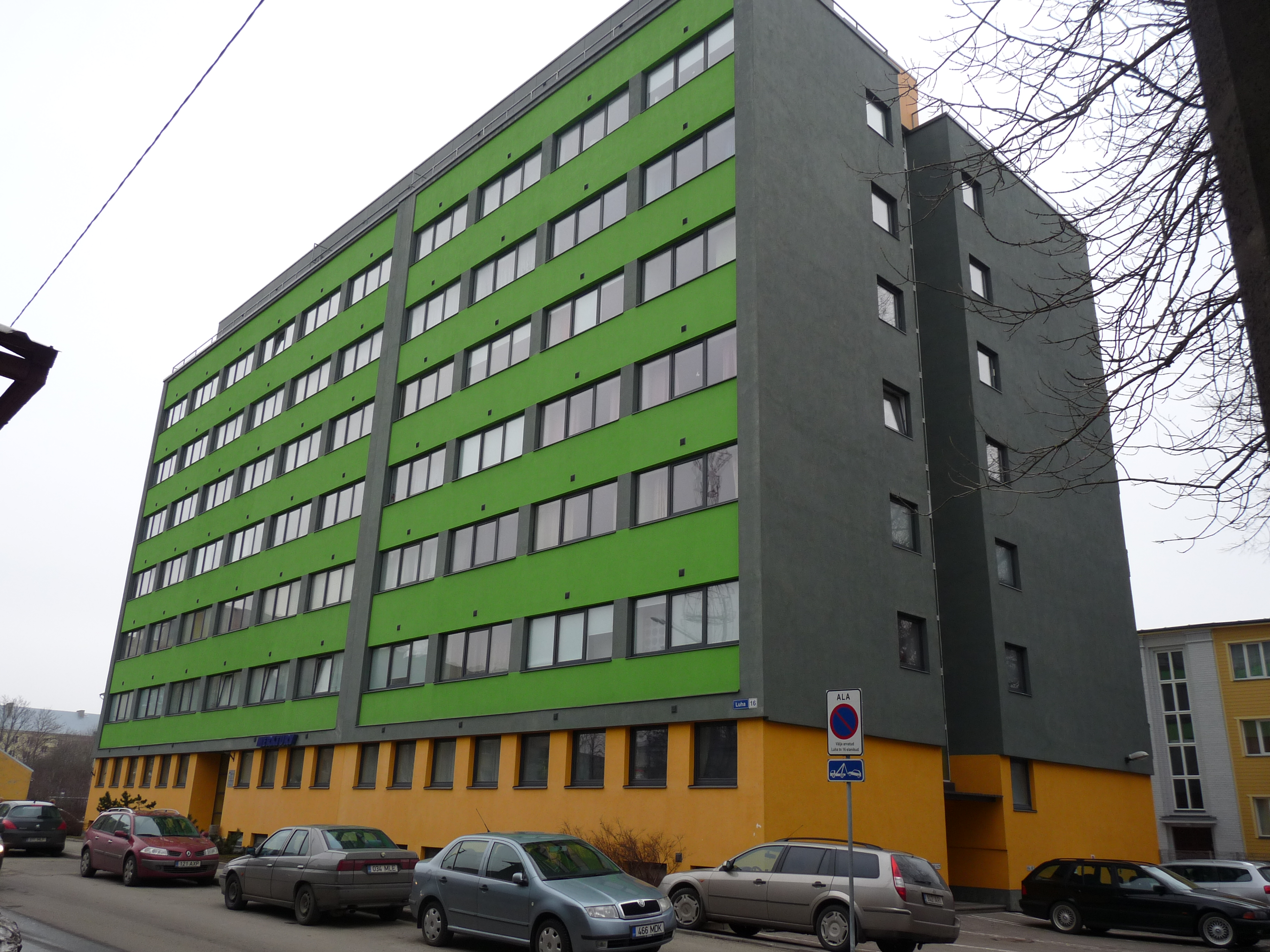
Appartementencomplex aan de Luha tänav
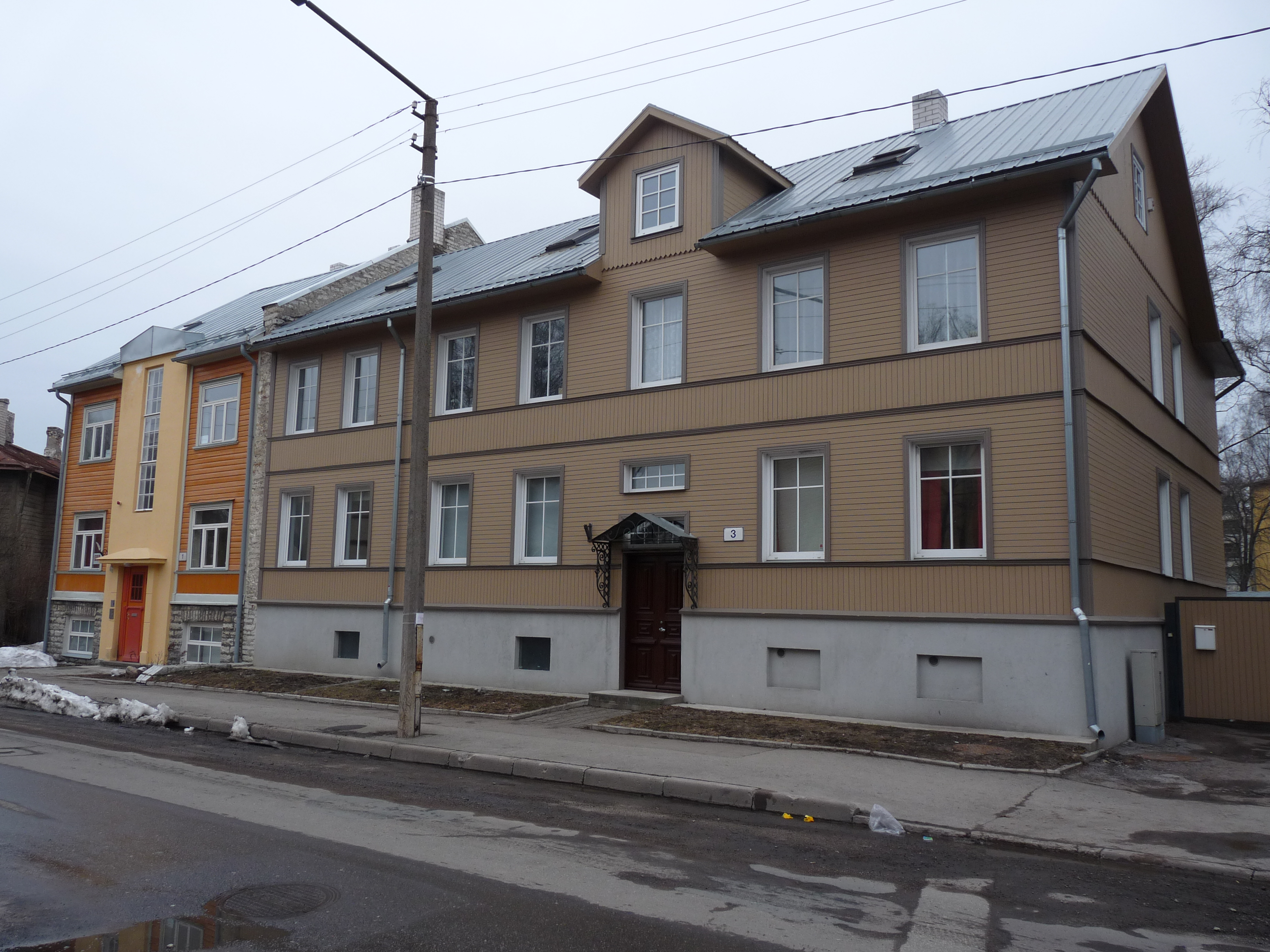
Historische houten panden aan de Luha tänav
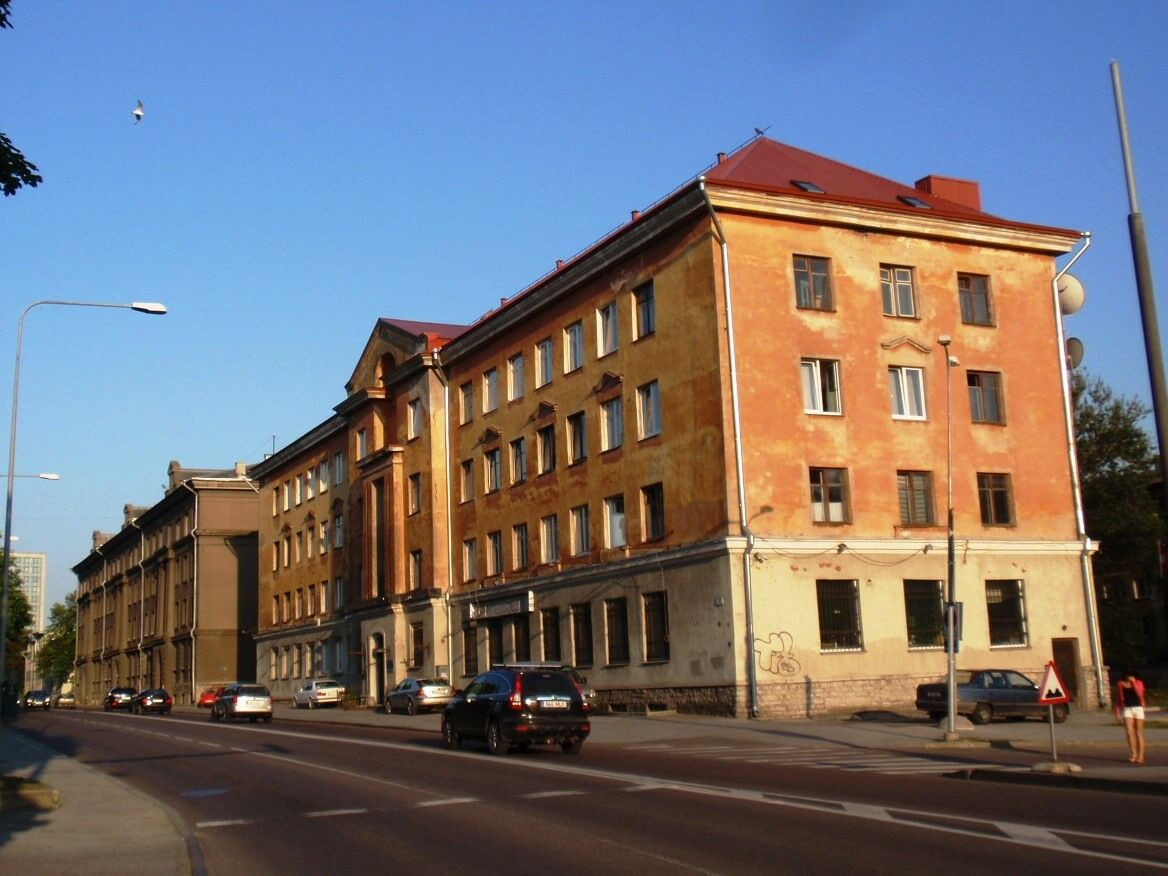
Appartementencomplex aan de Suur-Ameerika tänav
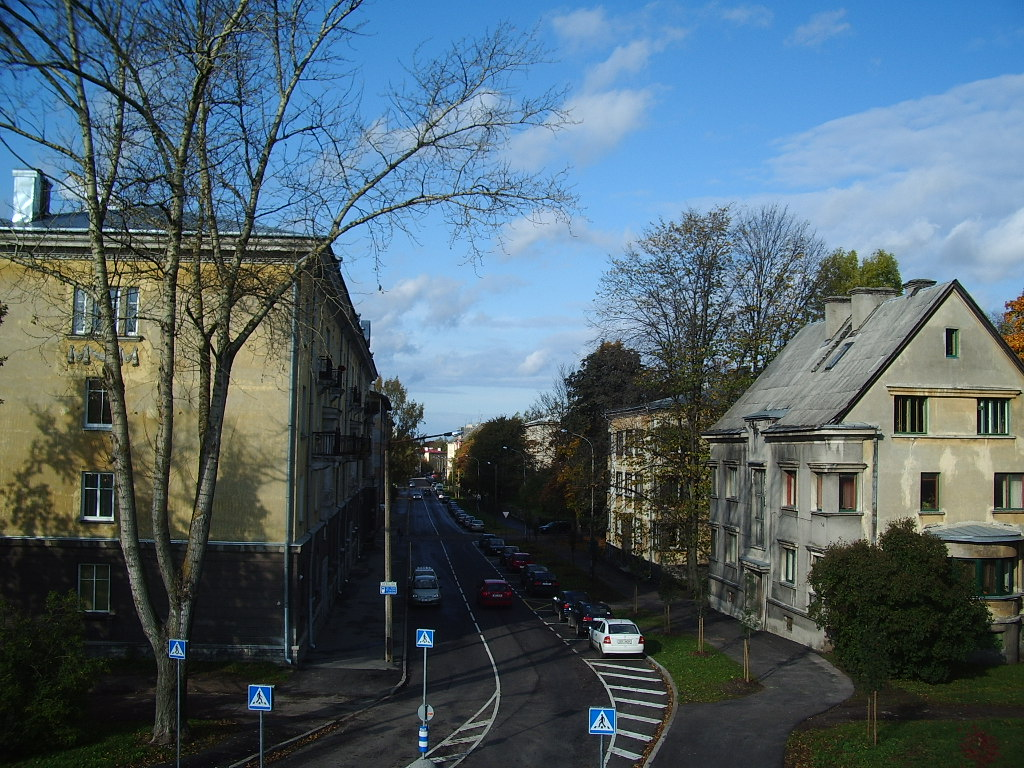
De Koidu tänav